# Arboreto de San Mateo

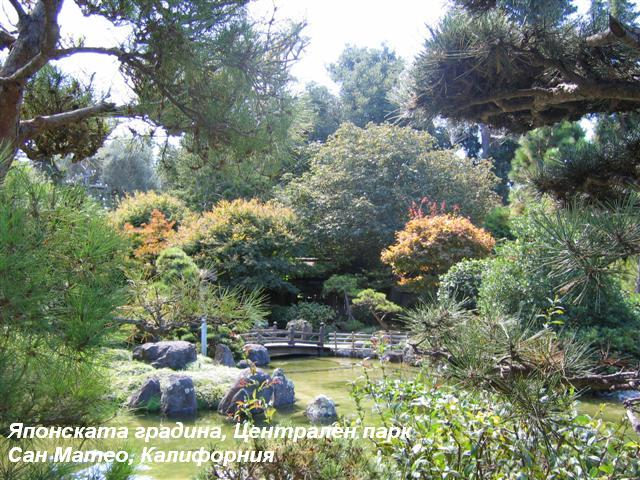
El jardín japonés del "San Mateo Central Park".

El Arboreto de San Mateo (en inglés: San Mateo Arboretum), es un arboreto y jardín botánico administrado por la sociedad « The San Mateo Arboretum Society » en colaboración con el ayuntamiento de San Mateo, California, Estados Unidos.

## Localización
El arboreto se ubica en el « San Mateo's Central Park » 
San Mateo Arboretum, 101 9th Avenue San Mateo, San Mateo County, California CA 94401–4202 United States of America-Estados Unidos de América.37°33′39.24″N 122°19′16.32″O / 37.5609000, -122.3212000
La entrada es gratuita.

## Historia
Fundada en el año 1974, la "San Mateo Arboretum Society", situó su sede en el "Central Park" de la ciudad de San Mateo. Esta sociedad en colaboración con el ayuntamiento de la ciudad de San Mateo gestiona el arboreto que además comprende una serie de jardines y colecciones de plantas.
La "San Mateo Arboretum Society" tiene más de 200 miembros. Voluntarios ayudan a mantener el Central Park y a educar al público en general sobre los benefícios de la jardinería. El invernadero ayuda a propagar y a vender especímenes de plantas únicos. La sociedad publica además diversos folletos y patrocina eventos especiales de temática conservacionista. 

## Colecciones
Alberga especímenes maduros de pinos, robles, cedros, y sequoias, plantados hace unos cien años por el propietario de la finca William Kohl. 
- Arboleda de los helechos en honor del alcalde John Condon
- Jardín de rhododendron y azaleas
- Rosaleda y gazebo
- Invernadero, y vivero, donde se cultivan numerosas plantas exóticas y algunas de ellas se venden al público en general.
- Jardín japonés diseñado por Nagao Sakurai en 1966. El jardín se construyó para afianzar la relación de hermandad entre las ciudades de San Mateo y Toyonaka, Japón.